# Prytanée National Militaire

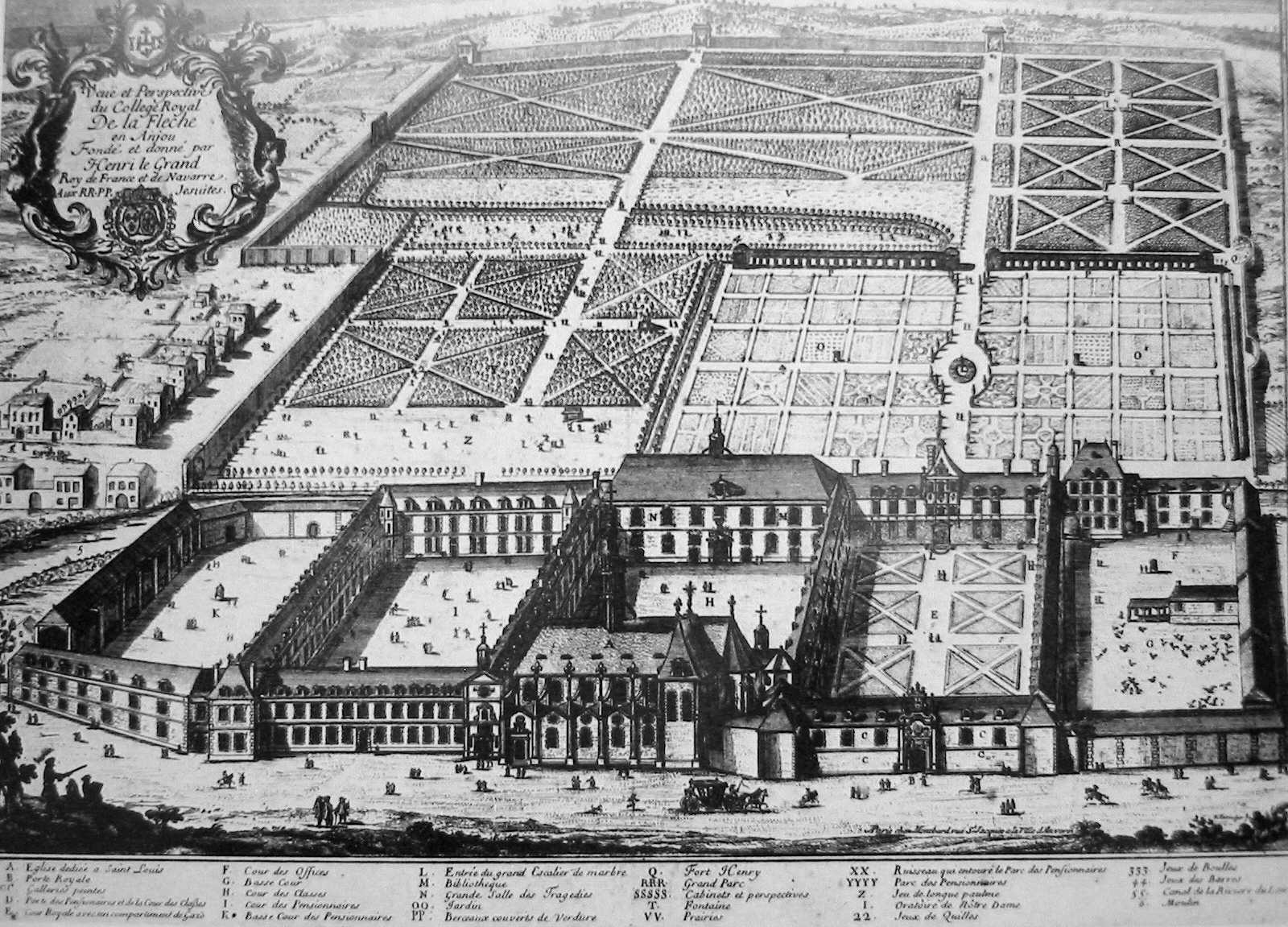
Kolegium Henryka IV, drzeworyt

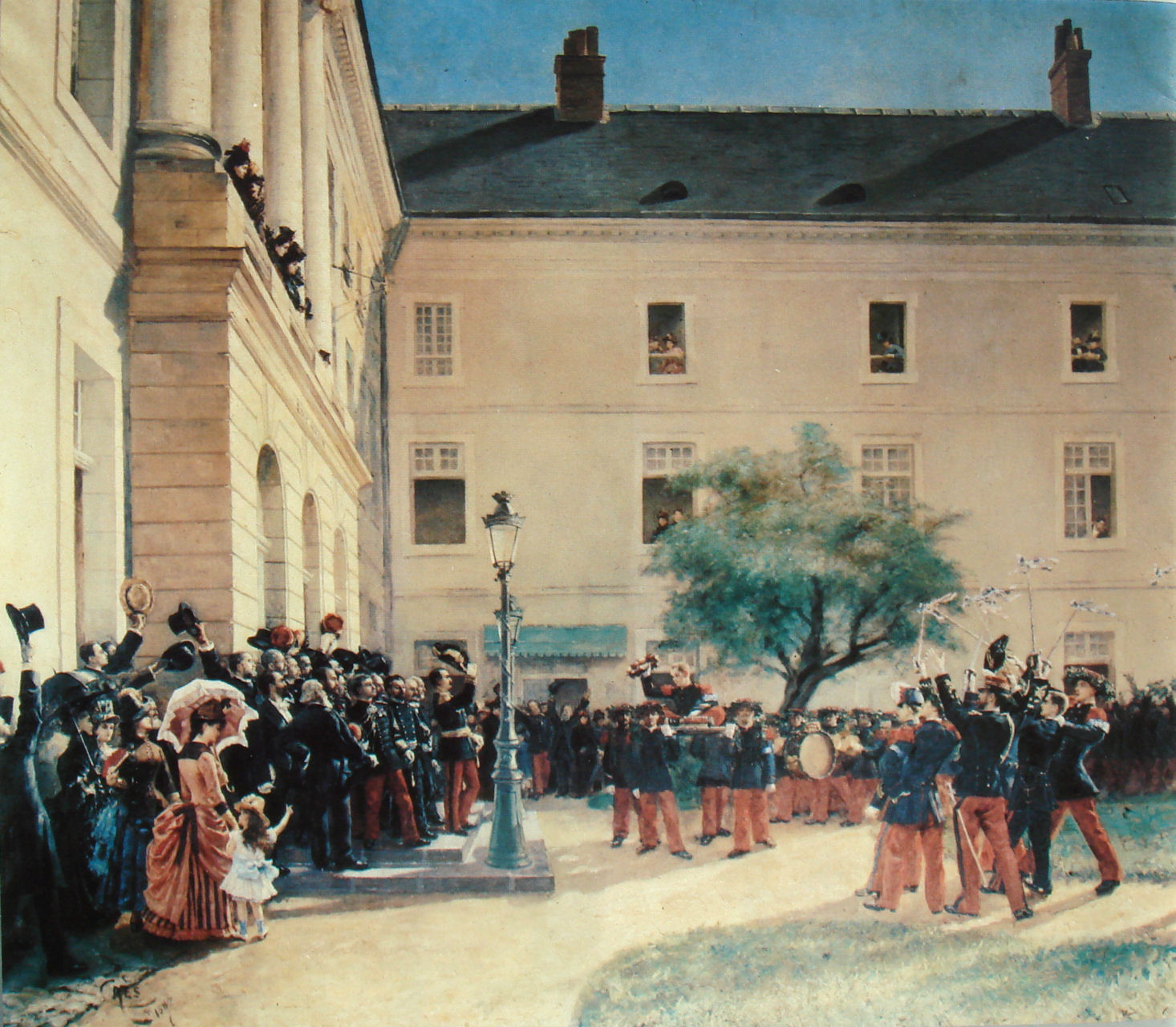
„Le Triomphe du Prix d'Honneur”, 1887, mal. M.Crès.

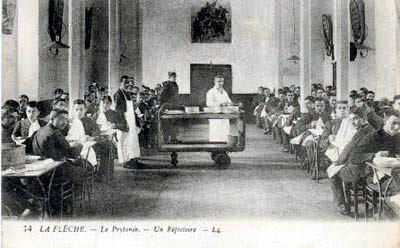
Studenci podczas posiłku, ok. 1900

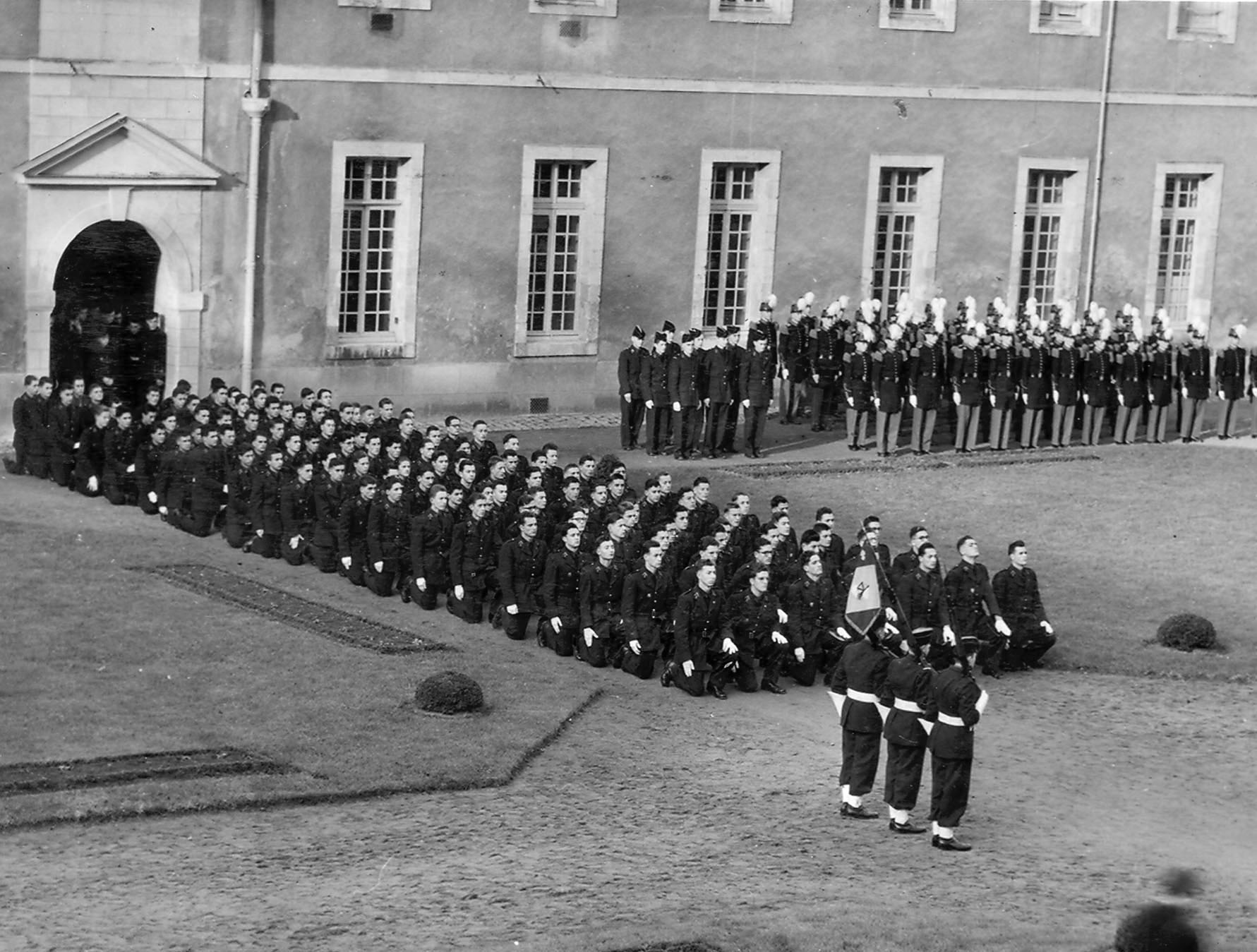
Przysięga studentów Prytanée, ok. 1950

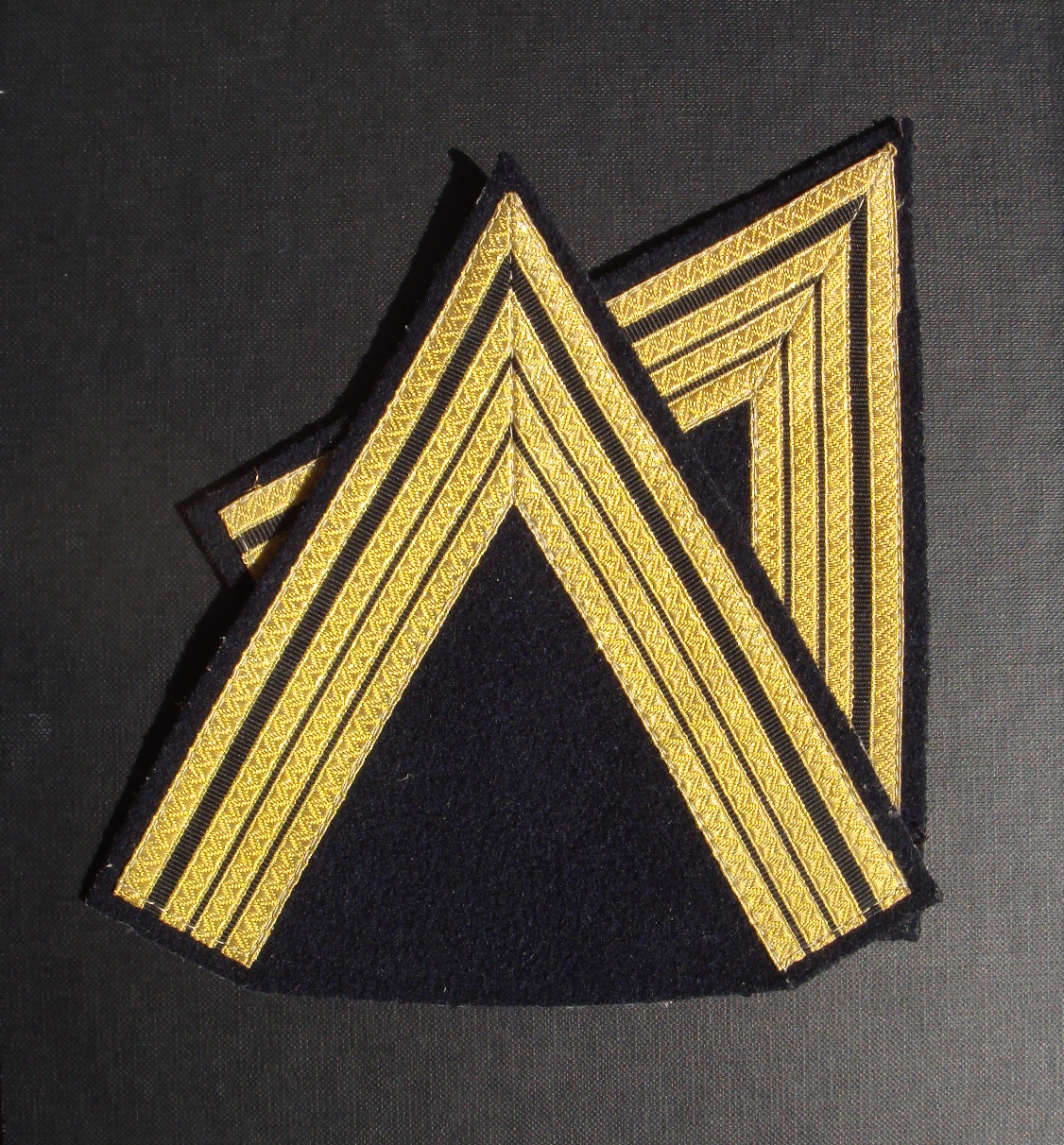
Insygnia starszego sierżanta

Prytanée National Militaire – francuska szkoła średnia zarządzana przez siły zbrojne znajdująca się w mieście La Flèche i kontynuująca tradycje jezuickiego Collège Henri-IV.

## Historia
W XVI wieku Françoise, księżna Alençon, babka przyszłego Henryka IV wybudowała zamek La Flèche, gdzie zamieszkiwali w roku 1552 Antoni de Bourbon, król Nawarry i jego żona Jeanne d’Albret, przyszli rodzice króla Francji. W roku 1604 zamek został przez Henryka IV oddany jezuitom zamierzającym utworzyć w nim szkołę o nazwie „Collège Royal Henry-Le-Grand” z zamiarem „wyszukiwania i kształcenia najlepszych umysłów”.
Pierwsi jezuici z klasztoru w Pont-à-Mousson przybyli do La Flèche 2 stycznia 1604 roku. Uczyli gramatyki, retoryki, łaciny, klasycznej greki, hebrajskiego, filozofii, matematyki i teologii. Dokument fundacyjny został wystawiony w Fontainebleau w maju 1607 roku, kiedy to budynek przybrał swój obecny kształt.
Kartezjusz był jednym z pierwszych i jednym z najznakomitszych uczniów w pierwszym okresie istnienia szkoły (1607 – 1615); przedstawił ją na kartach swej książki Rozprawa o metodzie w zdaniu: „Chodziłem do jednej z najsławniejszych szkół w Europie”.
Z biegiem lat szkoła rozbudowywała się; jeszcze za życia Henryka IV zbudowano ogromny kościół, w którym spoczęły serca pary królewskiej - Henryka IV i jego małżonki Marii.
Około roku 1650 szkoła stała się wręcz międzynarodowym ośrodkiem nauczania, jako że „Amerykanie, Hindusi, Tatarzy, Rosjanie, a nawet Chińczycy tam bywali”, jak pisał w roku 1803 historyk Marchant de Burbure. Ponad 1500 uczniów przebywało w La Fleche, studiując pod okiem 120 jezuitów. Przygotowywano ich tu do różnych życiowych funkcji: w Kościele (Kardynał Talleyrand), w zarządzaniu państwem (Séguier, Voisin itd), lub w armii (marszałek Guébriant).

### Szkoła kadetów
W 1764, a więc w dwa lata po likwidacji zakonu jezuitów, szkoła została przekształcona przez Ludwika XV i Choiseula w instytucję o charakterze ściśle militarnym, przeznaczoną do przygotowywania młodych kadetów do wstąpienia do École Militaire, pod nazwą „École de Cadets ou École Militaire préparatoire à l’École Militaire du Champ de Mars”. Stało się tak na skutek klęsk, jakie Francja poniosła w wojnie siedmioletniej. Szkoła przeznaczona była dla 250 studentów szlacheckiego pochodzenia, jak również dla synów oficerów rannych lub poległych w boju oraz synów kawalerów orderu św. Ludwika.
W roku 1776 hrabia de St.Germain nakazał zamknąć szkołę, ale została ona ponownie otwarta przez Ludwika XVI. Wśród absolwentów tego okresu wymienić należy generała Bertranda, który towarzyszył Napoleonowi na wyspie św. Heleny oraz dwóch braci Chappe, wynalazców telegrafu semaforowego.
Szkoła została ponownie zamknięta w roku 1793 w wyniku zmian jakie przyniosła Rewolucja Francuska. Przez jakiś czas budynki przechodziły z rąk do rąk, służąc także Armii Republiki.

### Prytanée Militaire
24 marca 1808 roku Napoleon przemianował szkołę na „Prytanée Militaire” w nawiązaniu do starogreckich prytanów. Gdy cesarz przeprowadził się wraz z dworem do Fontainebleau, przeniósł „École Spéciale Militaire de Fontainebleau” do Paryża, a „Prytanée de Saint-Cyr” do La Flèche. Od tamtego czasu szkoła przyjmowała różne nazwy, jak „École royale militaire” (1814-1830), Collège royal militaire (1831-1848), Collège national militaire (1848-1853), Prytanée impérial militaire (1853-1870), Prytanée militaire i Prytanée national militaire (po 1870).
W roku 1940, a więc podczas II wojny światowej, Prytanée została na kilka lat przeniesiona najpierw do Billom, następnie do Walence i Briançon.
Dzisiejsza Prytanée startuje z poziomu szkoły średniej i posiada w programie „Classes préparatoires”, przygotowujące do egzaminów wstępnych do elitarnych szkół francuskich (tzw. „Grandes Écoles”) jak np. École polytechnique, École Navale, École Spéciale Militaire de Saint-Cyr, École de l’air oraz kilka cywilnych szkół wyższych o profilu ekonomicznym lub politechnicznym.
Uczniowie nazywają się sami „Brutionami”, w nawiązaniu do mieszkańców starożytnego Bruttium regionu w rzymskiej Italy, znanych z twardości i zamiłowania do walki.

## Insygnia
Stopnie otrzymywane przez uczniów są, nawet dzisiaj, w postaci stopni wojskowych, które jako insygnia - są naszywane na tradycyjne mundury („Uniforme de tradition”), zaczynając od „starszego sierżanta” (4 złote szewrony) dla prymusa klasy, „sierżanta” (3 złote szewrony), „plutonowego” (2 czerwone i 1 złoty szewron), i „kaprala” (2 czerwone szewrony). Zazwyczaj w każdym semestrze dziesięciu najlepszych uczniów w klasie otrzymuje takie insygnia.
Uczniowie noszą także barwne naszywki naramienne odmienne dla każdego rocznika, przypinane do używanych na co dzień drelichów („Uniforme de travail”), zaczynając od niebieskich w pierwszym roku szkoły, pomarańczowych w drugim, i zielonych w trzecim. Te naszywki mogą mieć także dodatkowe symbole, przeważnie dotyczące rodzaju sił zbrojnych, w jakich uczeń chciałby służyć w przyszłości.

## Absolwenci
- Marin Mersenne (1588–1648)
- René Descartes (1596–1650)
- François de La Rochefoucauld, pisarz (1613–1680)
- Franciszek de Montmorency Laval, biskup Québec (1623–1708)
- Joseph Sauveur (1653–1716)
- Claude Chappe (1763–1805)
- Henri Gatien Bertrand (1773–1844)